# Partit dels Treballadors Socialistes
El Partit dels Treballadors Socialistes (PTS), registrat com a Partit de Treballadors pel Socialisme, és un partit polític d'Argentina d'orientació trotskista format el 1988 per exintegrants del Moviment al Socialisme (MAS). Ubicat a l'esquerra de l'espectre polític i integrant del Front d'Esquerra i de Treballadors - Unitat (FIT-O), malda per un govern de la classe treballadora que trenqui amb el capitalisme, posant dempeus la força material hegemònica a partir dels principals combats i processos d'organització de la classe obrera, així com del moviment estudiantil i de dones, i cercant desenvolupar fraccions revolucionàries al seu interior.
Membres del PTS militen als sindicats del Metro de Buenos Aires (AGTSyP), a la indústria ceràmica de la província de Neuquén (SOECN), al Sindicat d'Obrers Saboners de l'Oest (SOJO), al Sindicat Únic de Treballadors del Pneumàtic Argentí (SUTNA) i al Sindicat Únic de Treballadors de l'Educació (SUTE). El PTS edita a el diari digital La Izquierda Diario.
El PTS a nivell internacional és membre fundador de la Fracció Trotskista - Quarta Internacional al costat de la Lliga Obrera Revolucionària de Bolívia i la Lliga de Treballadors pel Socialisme - Contracorrent (ara Moviment dels Treballadors Socialistes) de Mèxic.
Va aconseguir per primera vegada representació al Congrés de la Nació Argentina a les eleccions legislatives de 2013 Com a part del FIT-O. Va obtenir representació a la Ciutat Autònoma de Buenos Aires, així com a les províncies de Buenos Aires, Córdoba, Jujuy, Mendoza i Neuquén. Les seves principals figures públiques són Nicolás del Caño, Myriam Bregman, Christian Castell, Nathalia González Seligra i Alejandro Vilca, entre d'altres.